# Han Mjong-u
Han Mjong-u (korejsky 한 명우, anglickým přepisem Han Myung-woo; * 21. listopadu 1956) je bývalý jihokorejský zápasník.
V roce 1984 na olympijských hrách v Los Angeles v kategorii do 74 kg vybojoval šesté místo a v roce 1988 na olympijských hrách v Soulu v kategorii do 82 kg vybojoval zlatou medaili. V roce 1982 vybojoval deváté a v roce 1985 šesté místo na mistrovství světa. V roce 1986 zvítězil na Asijských hrách.